# Fortí de la Torreta
Fortí de la Torreta és una petita fortificació del segle xix, actualment en estat ruïnós, del municipi de Balsareny (Bages), declarada bé cultural d'interès nacional.

## Descripció
Construcció de caràcter militar d'època carlina situada a la falda del turó del castell de Balsareny.
És de planta rectangular, amb dues torres de planta circular als angles, diagonalment oposades. Disposa de vint-i-una espitlleres. Malgrat el seu estat ruïnós, hi ha encara restes del seu embigat. Una petita porta rectangular, de fusta, que es podia tancar des de l'interior, era l'únic accés a l'edifici.

## Història
Durant la primera guerra carlina el poble de Balsareny va ser disputat diverses vegades pels carlins i els liberals. El castell de Balsareny va ser transformat en fortí i l'any 1838 es van construir dues noves fortificacions: una dalt del serrat del Maurici i la coneguda amb el nom del fortí de la Torreta. D'aquesta manera, el camí ral a Berga quedava absolutament controlat.
Pel Nadal del 1838 el poble va ser assetjat pels carlins comandats per Carles d'Espanya. Tres dies després les forces del general Carbó els en va foragitar.